# Lindia candida
Lindia candida är en hjuldjursart som beskrevs av Harry K. Harring och Myers 1922. Lindia candida ingår i släktet Lindia och familjen Lindiidae. Inga underarter finns listade i Catalogue of Life.